# 이우드 파크
이우드 파크(Ewood Park)는 잉글랜드의 축구경기장이다. 총 수용인원은 31,367명으로서 풋볼 리그 챔피언십에 참여하고 있는 블랙번 로버스 구단의 홈 경기장이다. 이우드 파크는 또한 번리 FC의 홈구장인 터프 무어와 울버햄튼 원더러스의 홈구장인 몰리뉴 경기장 다음으로 지어진, 잉글랜드에서 세 번째로 오래된 프리미어리그 홈 구장이기도 하다.

## 관중 기록

### 최고 기록
62,522명 vs 볼턴 원더러스, 1929년 3월 2일 (FA컵 6라운드)

### 평균 관중 기록
- 2003-04: 24,376명
- 2004-05: 22,315명
- 2005-06: 21,015명
- 2006-07: 21,275명
- 2007-08: 23,369명
- 2008-09: 23,299명